# Soyouz MS-28
Soyouz MS-28 (en russe : Союз МС-28) est une mission spatiale habitée russe qui sera lancée en octobre 2025 depuis le cosmodrome de Baïkonour grâce à un lanceur du même nom. Cette mission transportera un équipage vers la Station spatiale internationale (ISS) dans le cadre de l'Expédition 74.

## Équipage

### Principal
- Commandant : Sergueï Koud-Skvertchkov (2),  Russie, Roscosmos
- Ingénieur de vol : Sergueï Mikaïev (1),  Russie, Roscosmos
- Ingénieur de vol : Christopher Williams (1),  États-Unis, NASA

Le chiffre entre parenthèses indique le nombre de vols spatiaux effectués par l'astronaute, Soyouz MS-28 inclus.

### Réserve
Les réservistes remplacent le ou les membres d'équipage si ce ou ces derniers ne peuvent assurer leur poste.
- Commandant : Piotr Doubrov (1),  Russie, Roscosmos
- Ingénieur de vol : Anna Kikina (1),  Russie, Roscosmos
- Ingénieur de vol : Anil Menon (0),  États-Unis, NASA